# Alexey Vermeulen
Alexey Vermeulen (Memphis, 16 de dezembro de 1994) é um ciclista estadunidense.

## Palmarés
2016
- 3º no Campeonato dos Estados Unidos Contrarrelógio

2017
- 3º no Campeonato dos Estados Unidos em Estrada

2018
- 1 etapa da Volta a Marrocos[1]

## Resultados nas Grandes Voltas e Campeonatos do Mundo
Durante a sua carreira desportiva tem conseguido os seguintes postos nas Grandes Voltas e nos Campeonatos do Mundo:
| Carreira                  | 2016 | 2017 | 2018 |
| ------------------------- | ---- | ---- | ---- |
| Giro d'Italia             | -    | -    | -    |
| Tour de France            | -    | -    | -    |
| Volta a Espanha           | -    | -    | -    |
| Mundial em Estrada        | Ab.  | Ab.  | -    |
| Mundial de Contrarrelógio | 28º  | -    | -    |

-: não participa 

Ab.: abandono